# Genshō

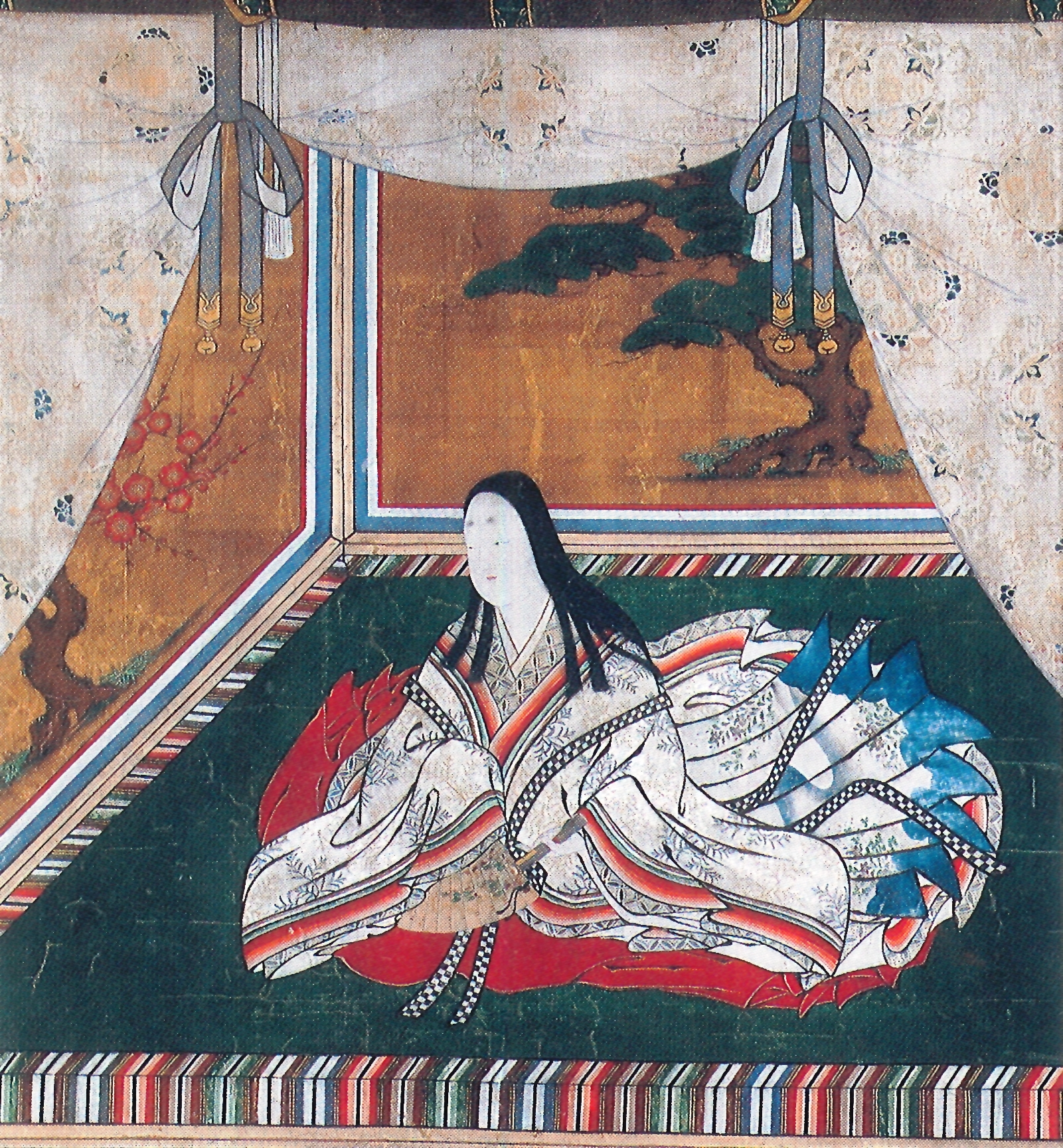

Genshō, född som Hidaka-hime 683, död 748, var en regerande japansk kejsarinna. Hon regerade från 715 till 724.  Hon var dotter till kejsarinnan Gemmei och prins Kusakabe. 

## Biografi
År 714 utnämndes hennes 13-årige brorson prins Obito till tronföljare av hennes mor, kejsarinnan Gemmei. Året därpå abdikerade hennes mor, och Gensho efterträdde henne på tronen. 
Hennes regering var tänkt att vara tillfällig och tänkt att avslutas då Obito blev gammal nog att överta makten, och han kvarlev som tronföljare. Hovmannen Fujiwara no Fuhito behöll makten till sin död 720, då den övertogs av Genshos kusin prins Nagaya. 
Historieboken Nihonshoki utgavs 720, och ett nytt skattesystem infördes 723. 
År 724 abdikerade Gensho till förmån för sin brorson Obito, som besteg tronen som kejsar Shōmu. Hon dog barnlös och ogift.